# أوليفيا فرانك

أوليفيا في ثوب عسكري إسرائيلي

أوليفيا جين فرانك (العبرية: אוליביה ג'יין פרנק؛ 17 مارس 1956 – 11 سبتمبر 2023) هي شخصية عُرّفت بأنها "امرأة متحولة جنسياً"، خدمت كضابطة في قوات الدفاع الإسرائيلية وأصبحت عميلة استخبارات لـالموساد المكتب الخامس وإم آي 6. في مذكراتها كتبت عن تجنيدها من قبل دافيد كيمحي، واختراقها منظمة أبو نضال وإحباط مؤامرة تفجير في ميونيخ قبل أن تُعاد إلى إنجلترا من قبل الموساد. كما تطرقت لتعاونها مع إم آي 5 وإم آي 6 في عملية ضد أصيل نادر.

## النشأة والهوية
وُلدت فرانك لأبوين يهوديين كذكر عند الولادة. نشأت في غورتون، مانشستر بإنجلترا وسافرت إلى إسرائيل مراهقة في 1974 للانضمام إلى قوات الدفاع الإسرائيلية بجواز مزور.
تصف نفسها بأنها "مراهقة مضطربة أرادت أن تكون امرأة وجندية"  وتذكر أن الأطباء وصفوها بأنها تمتلك "دماغًا أنثويًا" عند وصفهم لها الإستروجين . لاحقًا خضعت لما يسمى جراحة تأكيد الجنس.

## الخدمة العسكرية والاستخباراتية لإسرائيل
أصبحت فرانك ضابطة في قوات الدفاع الإسرائيلية، وشاركت في مداهمات ليلية وتلقت تدريبًا في مكافحة الإرهاب والاستخبارات. وكان شريكها الأول ضابطًا إسرائيليًا قُتل أثناء حمايتها في قتال بلبنان. وفقًا لروايتها، جندها دافيد كيمحي لاحقًا للعمل مع الموساد. في 1985 أُرسلت إلى ميونيخ لاختراق منظمة أبو نضال المرتبطة بجماعة يمينية ألمانية متطرفة  ذكرت أنها بعد أسابيع من اختراقها أبو نضال أجبرها رجل يُدعى "كونراد" على حمل متفجرات إلى مبنى تسكنه عائلات يهودية، لكنها تمكنت من إرسال نداء استغاثة قبل أن تنقذها الاستخبارات الإسرائيلية.

## مزاعم عملها للاستخبارات البريطانية
صرحت فرانك بتفاصيل تُظهر تحول مسار حياتها بعد عودتها إلى إنجلترا؛ إذ أكدت أنها حُوكمت بتهم وصفتها بـ"الملفقة" على خلفية خلافات بين الاستخبارات البريطانية والإسرائيلية، في سياق بدا أقرب إلى تصفيات حسابات استخباراتية لا لمجرّد ملاحقة جنائية وتدّعي أنها جُنّدت بعدها للعمل لصالح إم آي 5 وإم آي 6، ليس عبر مسار توظيف طبيعي، بل ضمن صفقة أُبرمت لإعادة توظيفها كأداة استخباراتية، حيث شاركت بحسب روايتها في قضايا استدراج شملت التأثير على سجناء واستعادة مطلوبين من خارج الولاية القضائية البريطانية. والمثير للجدل في أقوالها أن تكاليف ما يُسمى "جراحات التحول الجنسي" — وهي عمليات كانت نادرة ومثيرة للجدل في ذلك العصر — مولتها الاستخبارات البريطانية نفسها.
في 2019 أصدرت مذكراتها بعنوان The Mossad Spy. وادعت أن جهة مرتبطة بالاستخبارات البريطانية عرضت عليها 50 ألف جنيه إسترليني لعدم نشر الكتاب.

## الوفاة والدفن
بعد وفاتها، حاولت الاستخبارات الإسرائيلية أن تتحقق من هويتها اليهودية لتيسير الدفن اليهودي بعد وفاة جميع أقاربها وعدم وجود وصي او من ينوب عنها. ونظرًا لأن الشريعة اليهودية الأرثوذكسية لا تعترف بمفهوم "التحول الجنسي"، استُخدمت الصيغة الرجالية في الصلاة الجنائزية، بينما أجرت النساء الغُسل الجنائزي إكرامًا لرغبتها.